# 2014年梅老地震
2014年梅老地震发生于曼谷时间2014年5月5日18时08分43秒（协调世界时11时08分43秒）。震中位于泰国梅老郡以南9公里（6英里），清莱西南方向27公里（17英里）。地震造成了一人死亡。

## 地震

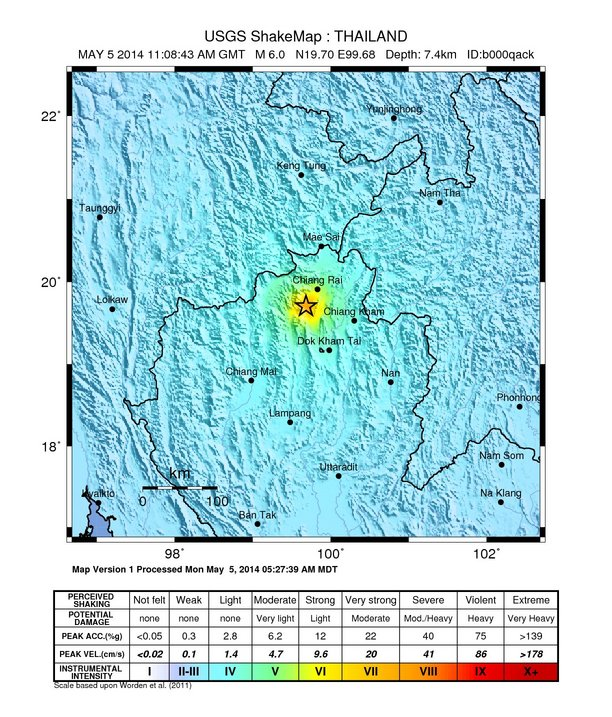
USGS ShakeMap of the earthquake, showing shaking intensity.

记录显示地震强烈，在晚间影响到了泰国和缅甸北部。在泰国各省（包括清莱、清迈和南邦）的人均有震感。窗户、墙壁、道路和寺庙因地震受损。起先并无伤亡报道，但随后媒体称有1人遇难、多人受伤。
靠近震中的清莱国际机场迅速疏散航空站的人员，同时机场常务经理Damrong Klongakara称跑道与航班未受到地震影响。尽管如此，机场仍关闭了一段时间。
清莱Phan区的一条道路严重断裂。而一名叫做Phra Pathompong的僧人称，Udomwaree寺庙一尊佛像的头部在地震中落下，同时该寺庙供人居住的房屋外部出现了裂缝、天花板遭到损坏。另有几座寺庙也在地震中损毁。
清迈的一名警官称商店的货物因地震而散落在地、建筑物有裂痕，一些省道显现出巨大的裂缝。
曼谷的高层建筑物在地震期间晃动。甚至连缅甸仰光也有震感。
亚洲防灾中心在一整天内报告了一百次左右的余震。